# Ziegelstatt
Ziegelstatt ist ein Gemeindeteil der Großen Kreisstadt Erding im Landkreis Erding, Oberbayern.

## Lage
Die Einöde liegt rund drei Kilometer südwestlich von Erding, westlich der Sempt. 500 Meter südwestlich des Weilers befindet sich die Therme Erding.

## Gemeinde
Ziegelstatt gehörte zur Gemeinde Altenerding und wurde im Zuge der Gebietsreform in Bayern mit dieser am 1. Mai 1978 in die Stadt Erding eingegliedert.